# Алекса Спахић
Алекса Спахић (Чапљина 6. април 1899 — Београд 12. јул 1975) је бивши југословенски атлетски репрезентативац учесник Летњих олимпијских игара 1924. у Паризу. По занимању је био виши банкарски службеник.

## Биографија
Трговачку академију завршио је у Сарајеву. Студирао је више економске науке у Загребу, Бечу, Паризу и Београду. Спортску каријеру почео у Соколском друштву у Чапљини у свовој 13. години (спортска гинмастика и лака атлетика), играо је фудбал у СК Југославија у Мостару. Био је члана ХАШКа из Загреба и БСК из Београда. За време студирања и службовања у иностранству истицао се честим наступима у атлетици као члан: СК Славија из Прага, СК Расинг из Брисела и Ројал клуб такође из Брисела. 
После завршетка Другог светског рата па до краја живота био је члан АК Црвена звезда из Београда, једно време и његов потпредседник, а неколико година и члан Управног одбора Атлетског савеза Југославије. 
Године 1923. био је државни рекордер у скоку удаљ са 6,55 м, а 1924. у трчању на 100 метара са 11,0 сек и поново у скоку удаљ са 6,80 м. Био је члан репрезентације Југославије на Летњим олимпијским играма 1924. у Паризу, наступивши у петобоју. Због система такмичења, да би учествовао у свих пет дисциплина морао је после завршене прве три дисциплине, скока удаљ, бацања копља и трчања на 100 метара, бити међу првих 12. Спасић је поделио 24 место.
Његова најуспешнија такмичења су: првенство средњих школа Југославије 1920. у Загребу, сениорско Првенство Југославије у атлетици 1920 и 1923 у Загребу, Првенство Чехословачке у Прагу 1921. и Студентске игре у Риму 1922.